# 2024 au Ghana
Chronologie du Ghana
- 2020
- 2021
- 2022
- 2023
- 2024
- 2025
- 2026
- 2027
- 2028

Cet article présente les faits marquants de l'année 2024 au Ghana.

## Décès

### Janvier
- 4 janvier : Felicia Abban - Photographe ghanéenne.
- 9 janvier : Agnes Asangalisa Chigabatia - Femme politique ghanéenne.